# 火力

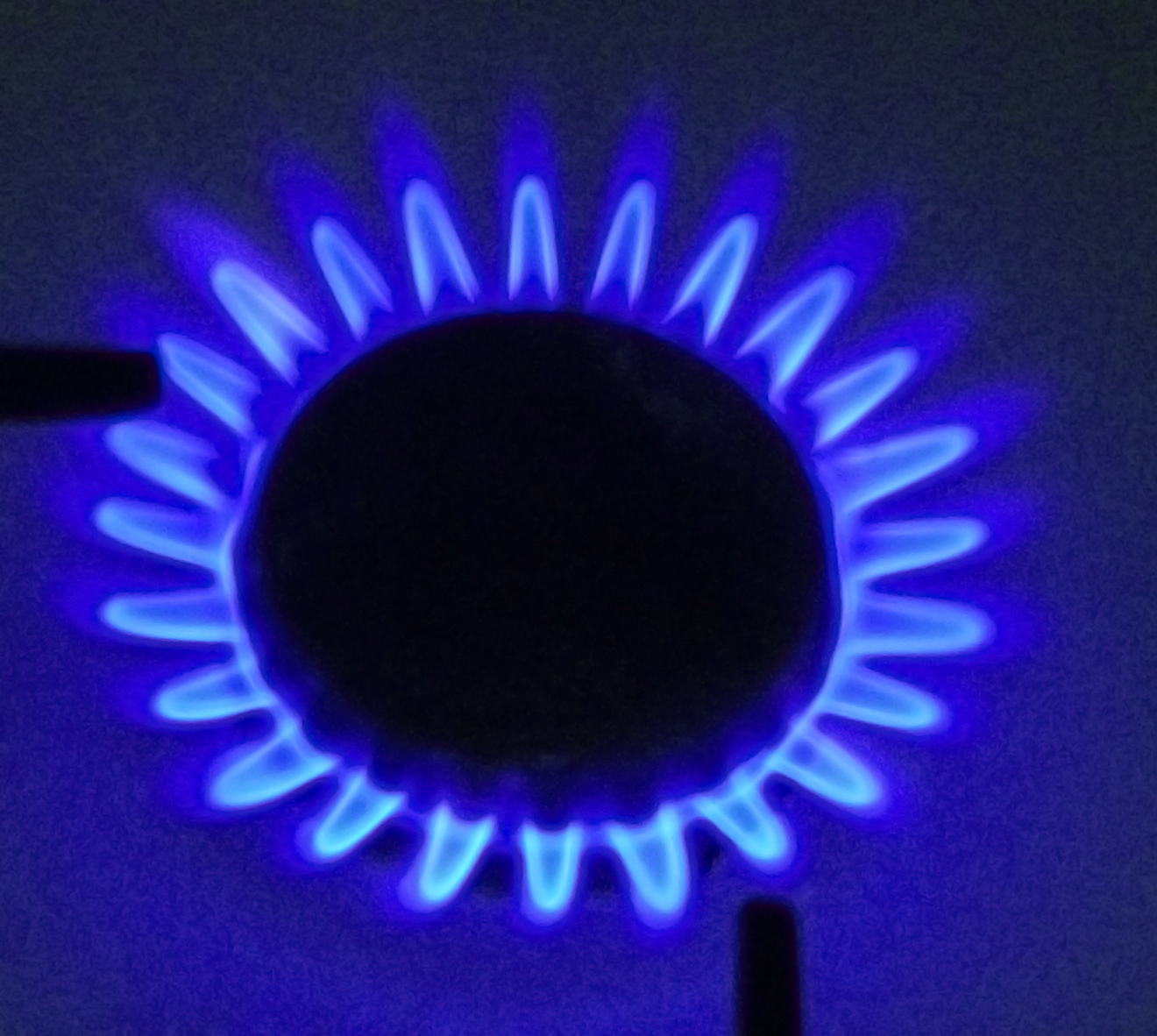
瓦斯爐的火力

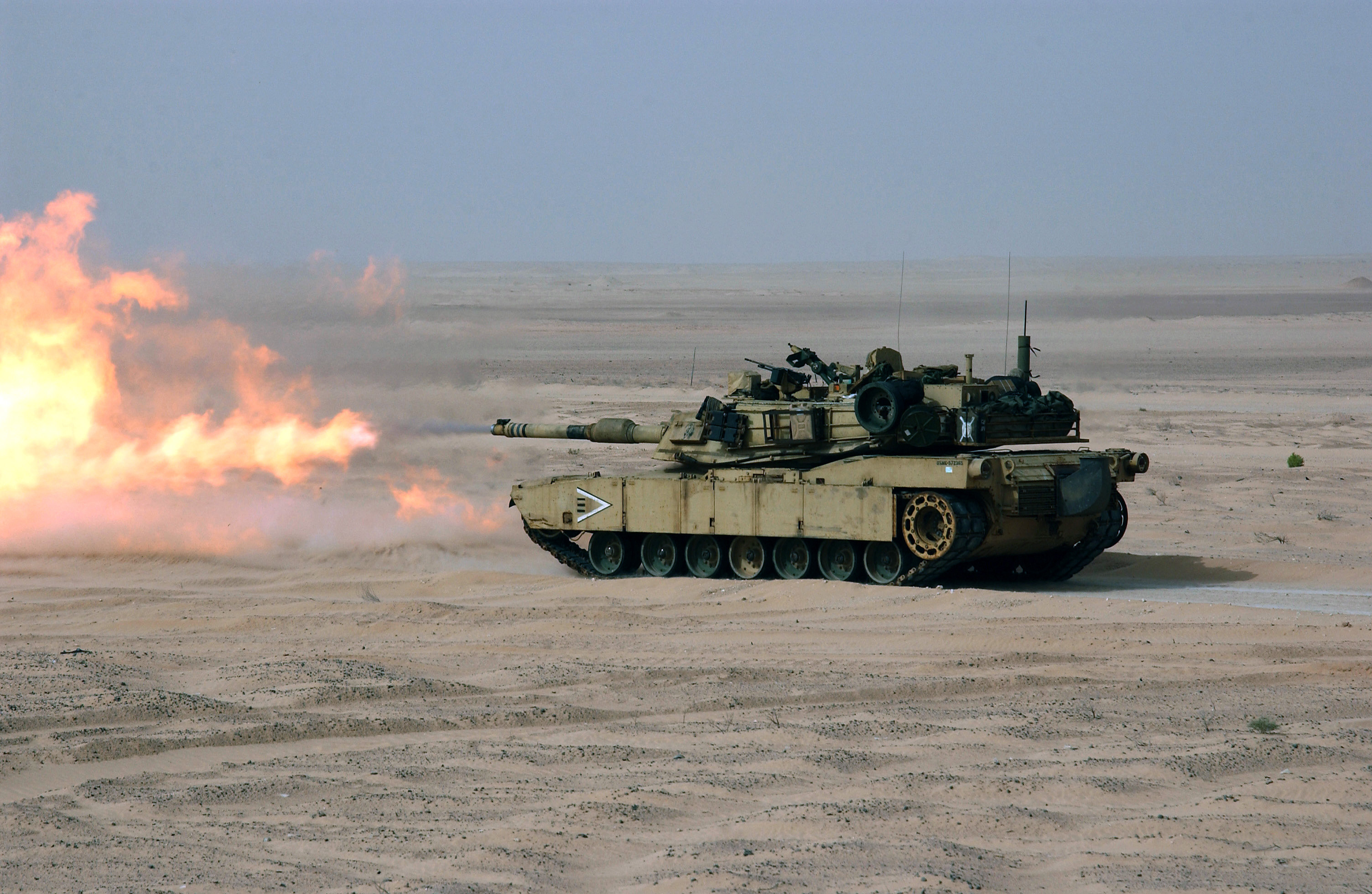
M1A1戰車的火力

火力，字面意思多指火焰的燃燒強度，也可以指用燃烧的方式产生能量（比如火力发电厂）。
在军事上，“火力”一般指远射武器或一个装备了远射武器的战斗团体（軍隊）在单位时间内可以输出的攻擊烈度與破壞能力。一般來說火力越強，代表攻擊或破壞力越強，但沒有確切的衡量標準。一般战术策略为集中火力摧毁指定范围内的单个目标，然后如法炮制逐个击破其它位置的敌军。